# Acordo de Montana
O Acordo de Montana é um acordo assinado em 30 de agosto de 2021 por vários partidos civis e formações políticas haitianas para estabelecer um novo governo provisório após o assassinato do presidente Jovenel Moïse em julho de 2021. Os membros do acordo opõem-se ao governo do primeiro-ministro Ariel Henry, que exerce de facto poderes presidenciais.
O acordo leva em particular à organização em 30 de janeiro de 2022 de um escrutínio não oficial pelos parlamentares membros do acordo para escolher por sufrágio indireto um presidente provisório que liderará um período de transição. A eleição de Fritz Jean não é, no entanto, reconhecida pelo governo de Ariel Henry, que mantém o poder.

## Contexto
Em 29 de novembro de 2016, Jovenel Moïse foi eleito Presidente da República. No entanto, por falta de organização em tempo de eleições parlamentares, Jovenel Moïse governa por decreto a partir de janeiro de 2020.
Em 7 de julho de 2021, o primeiro-ministro interino Claude Joseph anunciou o assassinato de Jovenel Moïse, na noite de 6 para 7 de julho, por um comando que atacou sua residência particular. A primeira-dama foi ferida no ataque.
A sucessão presidencial é contestada. Enquanto a versão inicial da Constituição de 1987 prevê a sucessão pelo Presidente da Corte de Cassação, este último, René Sylvestre, faleceu em 23 de junho de 2021 de covid-19 sem ter sido substituído. A versão de 2012 prevê um provisório pelo Conselho de Ministros e depois a eleição de um presidente pela Assembleia Nacional para completar o mandato presidencial. Por fim, o cargo de primeiro-ministro é disputado entre Claude Joseph e Ariel Henry, nomeados em 5 de julho.
Joseph Lambert, Presidente do Senado da República, foi designado em 9 de julho de 2021 por resolução do Senado para assumir interinamente a Presidência da República. Sua nomeação, no entanto, é contestada pelo primeiro-ministro interino Claude Joseph. Esta decisão é apoiada por muitos partidos parlamentares, incluindo o Partido Haitiano Tèt Kale (PHTK) do falecido presidente. Ariel Henry também é confirmado como primeiro-ministro. Sua posse, marcada para 10 de julho, acabou sendo adiada a pedido dos Estados Unidos.
Em 19 de julho, Claude Joseph concordou em renunciar em favor de Ariel Henry, permanecendo Ministro das Relações Exteriores no novo governo que tomou posse no dia seguinte.
Em 12 de agosto, a eleição foi adiada com um primeiro turno para 7 de novembro de 2021 e um segundo turno para 23 de janeiro de 2022. No entanto, a dissolução em 27 de setembro do Conselho Eleitoral Provisório pelo primeiro-ministro Ariel Henry adiou de facto sine die o pleito.

## Acordo
Mesmo antes do assassinato de Jovenel Moïse em 7 de julho de 2021, já havia sugestões de uma saída para a crise política do país. No decorrer do processo, o foco estava em três soluções possíveis:
1. o chamado acordo de 11 de setembro firmado entre o primeiro-ministro Ariel Henry e alguns dos ex-opositores;
2. o Protocolo de Entendimento Nacional (PEN) iniciado às pressas para assinatura sem discussão dois dias após o assassinato de Moïse (observadores o descreveram como um "natimorto"), e;
3. o chamado Acordo de Montana, resultado de vários meses de trabalho, que contém metas abrangentes e opções de ação que podem ser alcançadas por consenso e que parecem adequadas para restabelecer o Estado.

O conteúdo central do Acordo de Montana, assinado em 30 de agosto de 2021, é a transição regulada para condições políticas estáveis. O lema do acordo é: "Por uma solução haitiana para a crise". Foi assinado por 418 organizações da sociedade civil, 105 movimentos civis, 85 partidos e grupos políticos e 313 personalidades.
Para concretizar as intenções, o Comitê Nacional de Transição (CNT) foi formado em 12 de dezembro de 2021 no Hotel Montana, em Pétion-Ville, na presença de representantes da sociedade civil, parlamentares (incluindo o senador Joseph Lambert) e membros do corpo diplomático.
Este conselho seria composto por 52 membros nomeados pelos partidos, grupos políticos e organizações da sociedade civil e teria como missão eleger um presidente interino e um primeiro-ministro. 

## Consequências

### Transição prevista
Os signatários do Acordo de Montana (agosto de 2021) e do Protocolo de Entendimento Nacional (PEN) alterado, dois dos três últimos acordos apresentados ao país, rubricaram, em 11 de janeiro de 2022, um documento, resultado de um consenso, sobre a transição a realizar-se nos próximos dois anos enquanto se aguardam novas eleições gerais para preencher o vazio institucional do país.
Este “consenso político” permitirá, segundo os organizadores, estabelecer uma transição de dois anos liderada por um colégio presidencial de cinco membros, com um presidente, um primeiro-ministro e um gabinete ministerial. Para o quinteto ou colégio presidencial, o Acordo de Montana; o Protocolo de Entendimento Nacional (PEN) e o governo em vigor designarão individualmente um membro; as principais organizações da sociedade civil fornecerão os outros dois membros. Inevitavelmente, esse colégio deve ter pelo menos uma mulher.
Os 42 delegados do Conselho Nacional de Transição (CNT) têm de votar livre e publicamente no presidente da República e no primeiro-ministro provisório a 30 de janeiro de 2022, ou seja, uma semana antes de 7 de fevereiro de 2022 (data que teria expirado o mandato do presidente Jovenel Moïse).

### Eleição
Em 30 de janeiro de 2022, os parlamentares integrantes do acordo realizam eleição presidencial provisória.
O ex-primeiro-ministro Fritz Jean venceu com mais de 62% dos votos expressos. Foi, assim, eleito presidente da República, com posse prevista para o dia 7 de fevereiro, de modo a cumprir o mandato presidencial por dois anos, ou seja, até 7 de fevereiro de 2024, data em que será organizada nova eleição presidencial.
Em 2 de fevereiro, Ariel Henry coloca a polícia em alerta máximo até 10 de fevereiro, antecipando-se a 7 de fevereiro, data do fim do mandato de Jovenel Moïse e considerada pela oposição como o fim do governo Henry.
A eleição de Fritz Jean, no entanto, não é reconhecida pelo governo de Ariel Henry, que mantém o poder.